# 에트리트 베리샤
에트리트 베리샤(알바니아어: Etrit Berisha, 1989년 3월 10일 ~ )는 엠폴리와 알바니아 축구 국가대표팀에서 뛰는 알바니아 축구 선수다.

## 수상 경력

### 칼마르 FF
알스벤스칸: 2008
스벤스카 수페르쿠펜: 2009

### 개인 수상

#### 칼마르 FF
- 알스벤스칸 올해의 골키퍼: 2013

#### 라치오
- 세리에 A 올해의 외국인 골키퍼 :2013–14